# BOOM BOOM
『BOOM BOOM』（ブーン・ブーン）は、一部フジテレビ系列局と一部独立UHF局で放送されていた沖縄テレビ (OTV) 製作のテレビ番組。製作局の沖縄テレビでは1996年5月4日から2001年9月29日まで放送。

## 概要
毎週土曜日に放送されていた若者向けの音楽バラエティ番組で、沖縄アクターズスクールとライジングプロダクション（現：ヴィジョンファクトリー）が制作協力をしていた。沖縄アクターズスクール所属のアイドルグループB.B.WAVESなどが出演して歌やダンスなどのミニライブを展開していたほか、スクールのレッスンドキュメントや、最新のCD発売情報とイベント情報なども放送し、沖縄在住の10代を中心とする若い年代層に絶大な人気を誇った。なお、この番組には当時10代前半だった山田優もレギュラー出演していた。
1997年にサガテレビが本番組のネットを開始して以来、他のフジテレビ系列局や独立UHF局も番組をネットするようになった。他のOTV製作番組は、『郷土劇場』のような長寿番組であっても普段沖縄県外の民放テレビ局でネットされることはなく、あってもCSチャンネルのみでの放送なので、いくつかの民放テレビ局で放送された本番組は非常に珍しいケースと言える。

## 放送時間
- 土曜日 14:00 - 14:30 （1996年5月4日 - 1999年3月27日）
- 土曜日 18:30 - 19:00 （1999年4月3日 - 2001年9月29日）

本来ならば改編期の4月に番組が始まるが、当時日本テレビで放送されていた番組の改編期特番で時間枠を確保していたため、放送開始が特番の放送が終了した5月の初めにずれることになった。

## 出演者
- 牧野アンナ
- 新垣寿子
- B.B.WAVES
- 山田優
- 岩井証夫
- ほか

## 放送局
- 沖縄テレビ - 製作局。
- 福島テレビ
- とちぎテレビ - 1999年4月の開局時から2000年まで、日曜 17:30 - 18:00に放送。
- 群馬テレビ - 1998年から1999年まで、火曜 19:30 - 20:00に放送。
- テレビ神奈川 - 1998年10月から1999年3月まで、金曜 18:30 - 19:00に放送。
- 三重テレビ
- KBS京都
- サンテレビ
- テレビ和歌山
- テレビ新広島 - 1998年から2001年まで放送。
- テレビ西日本
- サガテレビ - 1997年から2000年まで放送。